# Liste du patrimoine culturel immatériel de l'humanité au Brésil
Cet article recense les pratiques inscrites au patrimoine culturel immatériel au Brésil.

## Statistiques
Le Brésil ratifie la convention pour la sauvegarde du patrimoine culturel immatériel le 1er mars 2006. La première pratique protégée est inscrite en 2008.
En 2024, le Brésil compte 10 éléments inscrits au patrimoine culturel immatériel, 7 sur la liste représentative, un sur la liste nécessitant une sauvegarde urgente et deux sur le registre des meilleures pratiques de sauvegarde.

## Listes

### Liste représentative
Les éléments suivants sont inscrits sur la liste représentative du patrimoine culturel immatériel de l'humanité.
| Élément                                                                                     | Type | Subdivision  | Année | Lien  | Notes | Illus. |
| ------------------------------------------------------------------------------------------- | --- | ------------ | ----- | ----- | ----- | ------ |
| La Samba de Roda de Recôncavo de Bahia                                                      | pratiques sociales, rituels et événements festifs | Recôncavo    | 2008  | 00101 |       |        |
| Les expressions orales et graphiques des Wajapi                                             | traditions et expressions orales, y compris la langue comme vecteur du patrimoine culturel immatériel pratiques sociales, rituels et événements festifs | Amapá        | 2008  | 00049 |       |        |
| Le frevo, arts du spectacle du Carnaval de Recife                                           | arts du spectacle | Recife       | 2012  | 00603 |       |        |
| Le Círio de Nazaré (Le Cierge de Notre-Dame de Nazareth) à Belém, dans l’État du Pará       | pratiques sociales, rituels et événements festifs | Belém        | 2013  | 00602 |       |        |
| Le cercle de capoeira                                                                       | arts du spectacle pratiques sociales, rituels et événements festifs                                                                                     |              | 2014  | 00892 |       |        |
| Le complexe culturel du bumba-meu-boi du Maranhão                                           | pratiques sociales, rituels et événements festifs arts du spectacle                                                                                     | Maranhão     | 2019  | 01510 |       |        |
| Les modes traditionnels de fabrication du fromage artisanal minas (pt) dans le Minas Gerais | traditions et expressions orales savoir-faire liés à l'artisanat traditionnel                                                                           | Minas Gerais | 2024  | 02102 |       |        |

### Patrimoine immatériel nécessitant une sauvegarde urgente
Le Brésil compte un élément listé sur la liste du patrimoine immatériel nécessitant une sauvegarde urgente :
| Élément                                                                                      | Type                                                         | Subdivision | Année | Lien  | Notes | Illus. |
| -------------------------------------------------------------------------------------------- | ------------------------------------------------------------ | ----------- | ----- | ----- | ----- | ------ |
| Le Yaokwa (pt), rituel du peuple Enawene Nawe pour le maintien de l’ordre social et cosmique | connaissances et pratiques concernant la nature et l’univers | Mato Grosso | 2011  | 00521 |       |        |

### Registre des meilleures pratiques de sauvegarde
Le Brésil compte deux pratiques listées au registre des meilleures pratiques de sauvegarde :
| Élément                                                          | Type | Subdivision | Année | Lien  | Notes | Illus. |
| ---------------------------------------------------------------- | ---- | ----------- | ----- | ----- | ----- | ------ |
| L’appel à projets du Programme national du patrimoine immatériel |      |             | 2011  | 00504 |       |        |
| Le musée vivant du Fandango                                      |      |             | 2011  | 00502 |       |        |